# The Archie Show
The Archie Show ist eine US-amerikanische Zeichentrickserie, die von Filmation für CBS produziert und von 1968 bis 1969 ausgestrahlt wurde. Sie basiert auf den 1941 von Bob Montana geschaffenen Archie Comics und spielt rund um die Abenteuer von Archie Andrews und seinen Freunden an der Riverdale High School.

## Inhalt
Jede Folge enthält zwei jeweils etwa achtminütige Geschichten, einen Musik- und einen Tanzbeitrag („Dance of the Week“) sowie einen kurzen Gag mit dem Charakter Jughead. Die Serie richtet sich primär an Kinder und Jugendliche.

## Figuren
Im Mittelpunkt stehen der 17-jährige Sänger und Gitarrist Archie Andrews, sein bester Freund und Schlagzeuger Jughead Jones, Bassist Reggie Mantle, Sängerin und Gitarristin Betty Cooper, Sängerin und Keyboarderin Veronica Lodge sowie Jugheads Hund Hot Dog. Archie und seine Freunde treten in der Serie auch als fiktive Popband „The Archies“ auf. Zu den Nebenfiguren zählen Mr. Weatherbee, Miss Grundy, Dilton Doiley, Moose Mason, Pop Tate und Mr. Lodge.

### Synchronsprecher (Original)
- Dal McKennon: Archie Andrews, Hot Dog, Mr. Weatherbee, Pop Tate, Mr. Lodge, Coach Kleats
  - Ron Dante: Gesangsstimme Archie Andrews
- Jane Webb: Betty Cooper, Veronica Lodge, Miss Grundy, Big Ethel
  - Toni Wine: Gesangsstimme Betty Cooper, Veronica Lodge
- John Erwin: Reggie Mantle
- Howard Morris: Moose Mason, Jughead Jones, Dilton Doiley
- Don Messick: Jughead Jones, Hot Dog (in einer Folge)

## Episodenliste
| Nr. | Originaltitel                                         | Erstausstrahlung (US) |
| --- | ----------------------------------------------------- | --------------------- |
| 1   | The Added Distraction / The Disappearing Act          | 14. September 1968    |
| 2   | A Hard Day’s Knight / Beauty Is Only Fur Deep         | 21. September 1968    |
| 3   | Anchors Away / Jughead’s Double                       | 28. September 1968    |
| 4   | The Circus / The Prize Winner                         | 5. Oktober 1968       |
| 5   | Flying Saucers / Field Trip                           | 12. Oktober 1968      |
| 6   | The Marathon Runner / Way Out West                    | 19. Oktober 1968      |
| 7   | Hot Rod Drag / Snow Business                          | 26. Oktober 1968      |
| 8   | Chimp Off the Old Block / Who’s Afraid of Reggie Wolf | 2. November 1968      |
| 9   | Kids Day / Jughead ’Sampson’ Jones                    | 9. November 1968      |
| 10  | Rocket Rock / Par One                                 | 16. November 1968     |
| 11  | Groovy Ghosts / PFC Hot Dog                           | 23. November 1968     |
| 12  | Surf Bored / The Computer                             | 30. November 1968     |
| 13  | The Old Sea Dog / Jughead’s Girl                      | 7. Dezember 1968      |
| 14  | Dilton’s Folly / Lodge Department Stores              | 14. Dezember 1968     |
| 15  | Private Eye Jughead / Reggie’s Cousin                 | 21. Dezember 1968     |
| 16  | Strike Three / Cat Next Door                          | 28. Dezember 1968     |
| 17  | Jones Farm / Veronica’s Veil                          | 4. Januar 1969        |

## Produktion
Nach dem Erfolg der Archie Comics vergab John L. Goldwater die Fernsehrechte an Filmation. Die Idee, Musik in die Handlung zu integrieren, wurde von den Produzenten aufgegriffen. Don Kirshner produzierte die Popmusikbeiträge, und die fiktive Band The Archies wurde mit eigenen Veröffentlichungen auch außerhalb der Serie ein Charts-Erfolg. Der Song Sugar, Sugar führte 1969 die US-Charts an.

## Weitere Serien und Spin-offs
Nach dem Erfolg entwickelte Filmation weitere Archie-Serien, darunter:
- The Archie Comedy Hour (1969–1970)
- Archie’s Funhouse (1970–1971)
- Archie’s TV Funnies (1971–1973)
- The U.S. of Archie (1974–1976)
- The New Archie and Sabrina Hour (1977–1978)

Auch diverse Spin-offs wie Sabrina – Total Verhext! und Groovie Goolies entstanden.

## Veröffentlichung und Medien
Die Serie wurde ab 1968 im US-Fernsehen ausgestrahlt und war, zusammen mit Nachfolgeserien, später im Syndication sowie auf diversen Heimmedien (VHS, DVD) verfügbar. Der Rechteinhaber an den meisten Filmation-Archie-Produktionen ist heute Universal Pictures.